# Anzor Mekvabishvili
Anzor Mekvabishvili (georgià: ანზორ მექვაბიშვილი, nascut a Tblisi el 5 de juny de 2001) és un futbolista professional que juga com a migcampista al Universitatea Craiova de la Liga I i a la selecció de Geòrgia.

## Trajectòria
Mekvabishvili va néixer a Tbilisi i va jugar als juvenils del local Dinamo Tbilisi. El 2020 va debutar amb el primer equip. Durant el seu temps al club, va guanyar tres lligues: el 2019, 2020 i 2022 i dues Supercopes de Geòrgia.
El gener de 2024, Mekvabishvili es va unir a l'Universitatea Craiova de la lliga romanesa. Des d'aleshores, s'ha fet un lloc fixe a l'equip, jugant 20 partits a la seva primera temporada.

## Selecció de Geòrgia
Mekvabishvili va debutar amb la selecció de futbol de Geòrgia el 25 de març de 2022 contra Bòsnia i Hercegovina. Des de llavors, s'ha convertit en un titular habitual. El 2024, Mekvabishvili va ser un dels seleccionats per al primer torneig internacional al que Geòrgia es va classificar, l'Eurocopa 2024 d'Alemanya.

## Estadístiques

### Selecció
Actualitzat a 23 de març de 2025
| Selecció | Any   | Partits | Gols |
| -------- | ----- | ------- | ---- |
| Geòrgia  | 2022  | 7       | 0    |
| Geòrgia  | 2023  | 6       | 0    |
| Geòrgia  | 2024  | 6       | 0    |
| Geòrgia  | 2025  | 2       | 0    |
| Total    | Total | 21      | 0    |

### Clubs
Actualitzat 26 de maig de 2024.
| Club                                | Div.          | Temporada     | Lliga | Lliga | Lliga  | Copes nacionals | Copes nacionals | Copes nacionals | Copes internacionals | Copes internacionals | Copes internacionals | Total | Total | Total  |
| Club                                | Div.          | Temporada     | Part. | Gols  | Asist. | Part.           | Gols            | Asist.          | Part.                | Gols                 | Asist.               | Part. | Gols  | Asist. |
| ----------------------------------- | ------------- | ------------- | ----- | ----- | ------ | --------------- | --------------- | --------------- | -------------------- | -------------------- | -------------------- | ----- | ----- | ------ |
| FC Dinamo Tbilisi Geòrgia           | 1a            | 2020          | 10    | 0     | 0      | 2               | 0               | 0               | —                    | —                    | —                    | 11    | 0     | 0      |
| FC Dinamo Tbilisi Geòrgia           | 1a            | 2021          | 35    | 1     | 2      | 1               | 0               | 0               | 3                    | 0                    | 0                    | 40    | 1     | 2      |
| FC Dinamo Tbilisi Geòrgia           | 1a            | 2022          | 31    | 5     | 1      | 2               | 0               | 0               | 1                    | 0                    | 0                    | 34    | 5     | 1      |
| FC Dinamo Tbilisi Geòrgia           | 1a            | 2023          | 23    | 2     | 3      | 2               | 0               | 0               | 3                    | 0                    | 0                    | 28    | 2     | 3      |
| FC Dinamo Tbilisi Geòrgia           | Total club    | Total club    | 99    | 8     | 6      | 7               | 0               | 0               | 7                    | 0                    | 0                    | 113   | 8     | 6      |
| C. S. Universitatea Craiova Romania | 1a            | 2023-24       | 19    | 0     | 0      | 1               | 0               | 0               | —                    | —                    | —                    | 20    | 0     | 0      |
| C. S. Universitatea Craiova Romania | Total club    | Total club    | 19    | 0     | 0      | 1               | 0               | 0               | 0                    | 0                    | 0                    | 20    | 0     | 0      |
| Total carrera                       | Total carrera | Total carrera | 118   | 8     | 6      | 8               | 0               | 0               | 7                    | 0                    | 0                    | 133   | 8     | 6      |

## Palmarès

#### Dinamo Tbilisi
- Erovnuli Liga: 2019, 2020, 2022
- Supercopa de Geòrgia: 2021, 2023

#### Individual
- Membre de l'equip de la temporada de l'Erovnuli Liga 2022[5]

- Ordre d'Honor de Geòrgia: 2024[6]